# 文武坝镇
文武坝镇，是中华人民共和国江西省赣州市会昌县下辖的一个乡镇级行政单位。

## 行政区划
文武坝镇下辖以下地区：
红旗路社区、富东路社区、水东社区、南街社区、西街社区、北街社区、南外社区、文武坝村、晨光村、水西村、湘青村、湘东村、黄坊村、林岗村、南坑村、上半岭村、下半岭村、联丰村、彭迳村、古坊村、林富村、凉州村、白石村、磊石村、勤建村、小坝村、塔丰村、林苏村、中塅村、山新村、白竹村、水口村、长塅村和北寨村。